# Volo Avioimpex 110
Il volo Avioimpex 110 era un volo passeggeri di linea internazionale da Ginevra, Svizzera, a Skopje, ora Macedonia del Nord. Il 20 novembre 1993, uno Yakovlev Yak-42 operante sulla rotta precipitò nei pressi di Ocrida. Prima del disastro, il volo 110 aveva deviato verso l'aeroporto di Ocrida-San Paolo Apostolo a causa di una tormenta nella capitale macedone. L'aereo trasportava 108 passeggeri e otto membri dell'equipaggio e si schiantò a circa 7 chilometri a est dell'aeroporto di Ocrida. Tutte le 116 persone a bordo persero la vita nell'incidente. Un passeggero sopravvisse e venne ricoverato ma morì undici giorni dopo a causa delle ferite riportate. La maggior parte delle vittime erano cittadini jugoslavi di etnia albanese.
L'incidente fu il terzo disastro aereo della Macedonia in 16 mesi e rimane il peggiore mai avvenuto del paese. La successiva indagine stabilì la causa dell'incidente come errori dei piloti.

## L'aereo
Il velivolo coinvolto era uno Yakovlev Yak-42D, marche RA-42390, numero di serie 4520424016557. Volò per la prima volta nel 1991, venne consegnato ad Aeroflot poco dopo e ceduto ad Avioimpex il 10 aprile 1993. Era spinto da 3 motori turboventola Lotarev D-36. Al momento dell'incidente, l'aereo aveva circa due anni.

## Passeggeri ed equipaggio
L'ottanta per cento dei passeggeri erano cittadini della Jugoslavia, per lo più di etnia albanese, mentre il resto erano cittadini della Macedonia. I quattro membri dell'equipaggio erano russi e i quattro assistenti di volo erano macedoni. Tra i passeggeri c'era un alto funzionario francese delle Nazioni Unite per i rifugiati (UNHCR) che era appena tornato da un incarico nella Bosnia ed Erzegovina dilaniata dalla guerra.

## L'incidente
Il volo 110 era diretto da Ginevra, in Svizzera, a Skopje, in Macedonia del Nord. A causa di una bufera di neve a Skopje, il volo venne dirottato all'aeroporto di Ocrida.
Durante un primo avvicinamento alla pista 02, lo Yak-42 si trovava circa 2 300 piedi (700 m) sopra il normale sentiero di discesa, quindi venne eseguita una procedura di mancato avvicinamento. Poco dopo, l'equipaggio fece sapere che non stava ricevendo il segnale del VOR. Il controllo del traffico aereo non fu in grado di soddisfare la richiesta di un rilevamento e il pilota del volo 110 avvertì di non poter vedere le luci della pista. Poco dopo, il volo si schiantò provocando la morte di 115 delle 116 persone a bordo. Un passeggero sopravvisse ma morì pochi giorni dopo in ospedale.

## Le indagini
La causa dell'incidente venne attribuita a una violazione del percorso di volo dopo la riattaccata da parte dell'equipaggio del volo 110, che avviò una virata durante la salita. Un fattore determinante fu la loro decisione di procedere con l'avvicinamento nonostante non stessero ricevendo alcun segnale di navigazione poiché si trovavano fuori dalla portata della stazione VOR.

## Conseguenze
Poiché il volo 110 era il terzo disastro aereo in sedici mesi nell'allora Macedonia, il ministro della pianificazione urbana, dell'ingegneria civile, delle comunicazioni e dell'ecologia Antoni Pesev si dimise. L'associazione dei piloti si lamentò delle attrezzature guaste e degli scarsi standard di sicurezza negli aeroporti di Skopje e Ocrida.
Il 1º dicembre 1993, l'unico sopravvissuto morì senza aver mai ripreso conoscenza nei giorni successivi allo schianto.
Rimane il peggior disastro aereo mai avvenuto in Macedonia.